# Меррик, Дэвид
Дэ́вид Ме́ррик (англ. David Merrick; 1911—2000) — американский театральный продюсер, номинант 39 премий «Тони», лауреат одиннадцати из них.

## Биография
Родился 27 ноября 1911 года в еврейской семье.
Окончил Вашингтонский университет, затем изучал право в Сент-Луисском University School of Law. В 1940 году Меррик оставил свою юридическую карьеру, чтобы стать успешным театральным режиссёром. В 1950 году он стал членом клуба The Lambs (Нью-Йорк), одной из старейших театральных организаций Америки.
Дэвид Меррик был известен своей любовью к PR-акциями. Так в 1961 году он выпустил на Бродвее мюзикл «Метро для спящих», получивший не самые лестные отзывы, что толкнуло Меррика на достаточно хитроумный рекламный ход. Он нашёл в телефонной книге Нью-Йорка полных тёзок семерых самых влиятельных театральных критиков города (Ховарда Таубмана, Уолтера Керра, Джона Чепмена, Джона Маклейна, Ричарда Уоттса, Нормана Нейдела и Роберта Коулмана), пригласил их на мюзикл и обеспечил себе право на использование их фото и отзывов. Затем Меррик подал объявление в газеты, в котором были имена «критиков» и их «профессиональные отзывы», конечно, положительные. Хотя его объявление было опубликовано только в одном выпуске «Нью-Йорк Геральд Трибьюн», эффекта от такой акции хватило на продолжение показов мюзикла в течение ещё почти шести месяцев (205 спектаклей).
Меррик перенёс в 1983 году инсульт, после чего его речь была нарушена, и он проводил большую часть времени в коляске. В 1998 году он основал фонд своего имени — David Merrick Arts Foundation — для поддержки и развития американских мюзиклов.
Умер 25 апреля 2000 года. Был похоронен в Pinelawn Memorial Park города Farmingdale, Нью-Йорк, США.
В 2001 году он был включён в Сент-Луисскую Аллею Славы.

### Личная жизнь
- Дэвид Меррик был женат шесть раз, его женами были — Ленор Бек, Джин Гибсон, Этан Аронсон (дважды), Карен Пранчик и Натали Ллойд (в браке с 1999 по 2000 годы).
- Дети — Маргарита Меррик и Сесилия Энн Меррик.